# Massacre de Hombori
Le massacre de Hombori a lieu le 19 avril 2022, pendant la guerre du Mali. Il est commis par des militaires maliens et des mercenaires russes du groupe Wagner qui ouvrent le feu sur un marché à Hombori.

## Déroulement
Le mardi 19 avril 2022, un véhicule militaire saute sur une mine artisanale à proximité de la ville de Hombori, ce qui cause la mort d'un mercenaire russe du groupe Wagner,,.
Les militaires maliens et les mercenaires russes du convoi se rendent alors au marché hebdomadaire de Hombori, proche du lieu de l’explosion, et ouvrent le feu sur la foule. Le lendemain, RFI indique que des sources locales évoquent des morts, des blessés et des arrestations,.
Un humanitaire malien déclare au journal Le Monde : « C'était un jour de foire. Quelques terroristes étaient dissimulés. Il y a eu des échanges de tirs. Puis les soldats s’en sont pris à tout le monde, agressant les habitants, les dépouillant de leurs bijoux, argent et téléphone, pendant que d’autres tiraient dans tous les sens ».
Les autorités maliennes admettent la mort d'un militaire russe à Hombori, ce qui confirme, selon le journaliste Wassim Nasr, leur participation aux combats. L'armée française affirme qu'il s'agit d'éléments du groupe Wagner.

## Bilan humain
Quelques jours après le massacre, l'ONG Armed Conflict Location and Event Data Project (ACLED) estime qu'une vingtaine de personnes auraient été tuées lors du massacre.
La Mission multidimensionnelle intégrée des Nations unies pour la stabilisation au Mali (MINUSMA) mène quant à elle son enquête, et, dans un rapport publié le 31 août 2022, elle conclut qu'au moins 50 civils, dont une femme et un enfant, ont péri lors l'opération de ratissage à Hombori, et que 500 autres ont été arrêtées. Parmi les hommes faits prisonniers, deux sont torturés à mort et 20 autres auraient été exécutés sommairement le 24 avril, au camp militaire de Hombori. 
La mission de l'ONU précise également que les militaires maliens étaient accompagnés « de personnel militaire étranger ».
La junte malienne rejette les accusations de la MINUSMA. Le 2 septembre, le ministère malien des Affaires étrangères et de la Coopération internationale déclare : « Les allégations sont très souvent tendancieuses, non recoupées, rapportées selon des témoignages non contradictoires, ne s'appuyant sur aucune preuve tangible et souvent faits sous la menace des groupes terroristes ».

## Suites
Le 19 avril, dans le cadre de la fin de l'opération Barkhane, l’armée française quitte la base de Gossi et la remet aux Forces armées maliennes (FAMa).  Le 20 avril 2022, un compte Twitter nommé « Dia Diarra », qui se présente comme un « ancien militaire » et « patriote malien », annonce la publication à venir d'images de cadavres et d'un charnier au Mali. Le 21 avril, il publie des images floutées de cadavres partiellement enfouis dans le sable, incriminant l'armée française pour le charnier. En réponse, cette dernière révèle le 22 avril avoir filmé la veille, par des moyens aériens, ce qu'elle affirme être des membres du groupe Wagner en train d'enterrer des corps près de la base de Gossi, là où les cadavres ont été filmés. Sur les vidéos publiées par l'armée française, on peut voir les personnes en train de filmer les images de cadavres précédemment diffusées sur le compte Twitter, compte suspecté d'avoir été créé de toutes pièces par le groupe Wagner pour imputer un massacre aux forces françaises, et les crimes sont imputés au groupe lui-même,. Selon l’armée française, les cadavres « pourraient provenir de l’opération menée par Wagner et l’armée malienne à Hombori, le 19 avril, où près de 600 personnes ont été arrêtées ».
Dans son rapport du 31 août, la MINUSMA indique également que les dépouilles ensevelies à Gossi avaient été transportées sur place le 20 avril, soit le lendemain du départ des troupes françaises, et qu'elles « provenaient de Hombori ».